# José María Jiménez-Alfaro Gomá
José María Jiménez-Alfaro Gomá (n. Murcia, 25 de septiembre de 1928 – f. 2013)  fue ingeniero militar del Ejército de Tierra (España) que alcanzó el grado de General de brigada, especializado en armas ligeras y municiones. Participó en proyectos como la ametralladora ligera Ameli, fue director general del instituto Centro de Estudios Técnicos de Materiales Especiales (CETME), perteneciente al Instituto Nacional de Industria. Es uno de los seis hijos del también general Manuel Jiménez-Alfaro Alaminos.

## Biografía
Estudió en una escuela católica, perteneciente a la Compañía de Jesús y al acabar los estudios básicos, ingresó en el centro militar de oficiales de la Academia General Militar y continuó estudios en la Academia de Artillería. Entró a formar parte de la plantilla del Cuerpo de Ingenieros de Armamento y Construcción (CIAC), rama de Armamento. Ejerció como profesor en la Escuela Politécnica del Ejército (EPE), donde ejerció como director entre 1960 y 1962.
Recibió las condecoraciones militares al Mérito Militar y la Cruz de San Hermenegildo. Colaboró en la Comisión de Derechos Humanos de las Naciones Unidas para la limitación de armas convencionales y, a propuesta del Ministerio de Asuntos Exteriores, obtuvo la Encomienda de Isabel la Católica por su aportación. 